# Castelo de Rattray
O Castelo de Rattray (em inglês:  Castle of Rattray) foi um castelo do século XIII localizado em Rattray, Aberdeenshire, Escócia.

## História
Julga-se que a origem do nome Rattray, deriva de "rath" um forte pré-histórico. A família Comyn fixou o castelo no século XIII, mas depois de serem derrotados por Roberto I da Escócia o castelo foi pilhado.
Uma quantidade considerável de pedra, que supõe-se pertencer às fundações do castelo, foi removida em cerca de 1734 e algumas moedas de prata (não datadas) e peças de cerâmica foram encontradas durante algumas escavações.